# Mark David Chapman

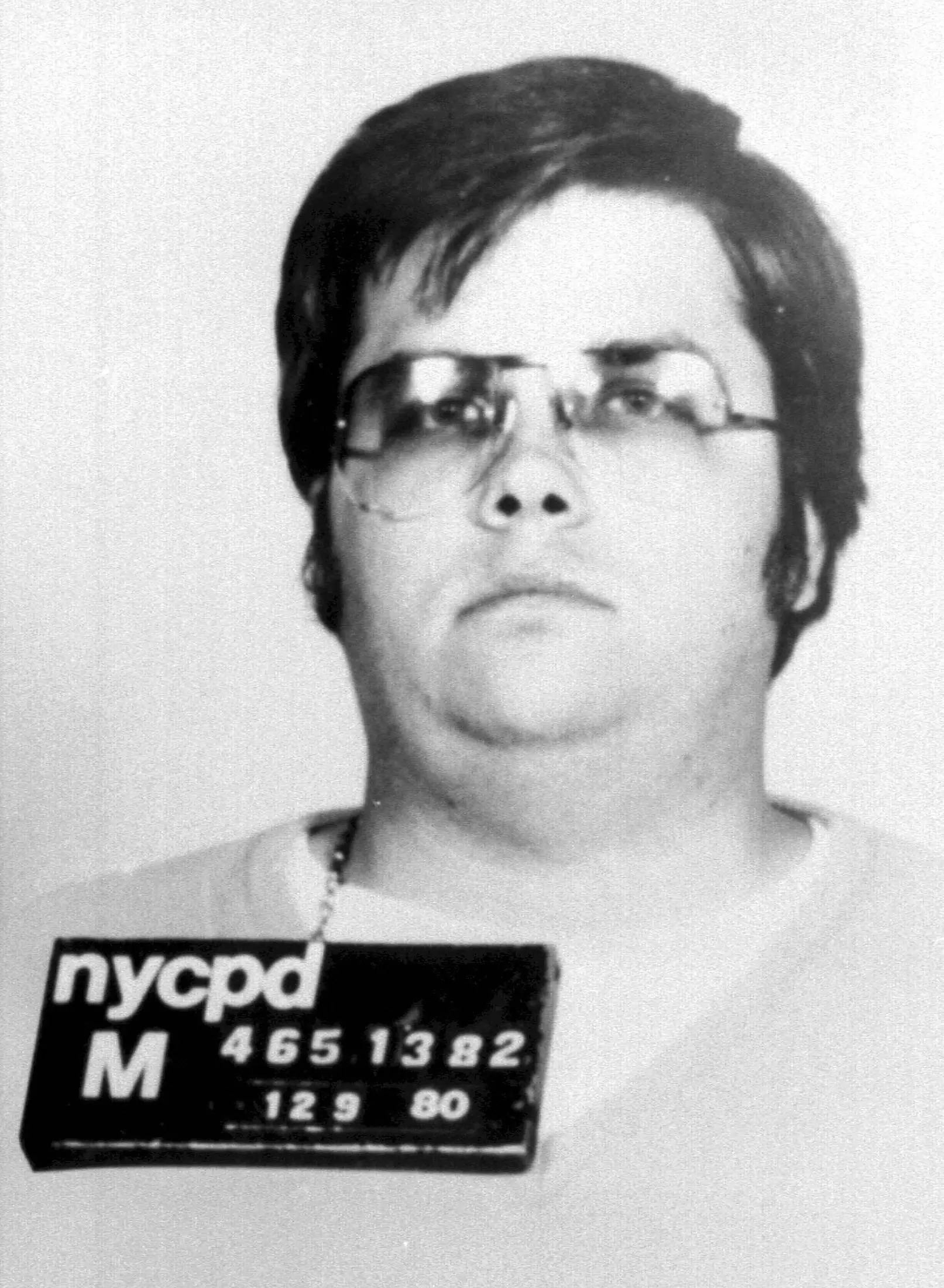
Fahndungsfoto von Chapman (1980)

Mark David Chapman (* 10. Mai 1955 in Fort Worth, Texas) ist ein US-amerikanischer Mörder. Er erschoss 1980 den Musiker John Lennon und wurde zu einer lebenslangen Freiheitsstrafe verurteilt.

## Leben
Mark David Chapman führte vor der Tat ein unstetes Leben. Seit seiner Kindheit verehrte er die Beatles. Als Teenager war er zeitweise drogenabhängig und wurde in einer psychiatrischen Klinik behandelt. Mit 16 Jahren schloss er sich den evangelikalen Born-Again Christians an. Er war ein ehemaliger Student des presbyterianischen Covenant College in Lookout Mountain in Georgia. 
Nach einem Nervenzusammenbruch steigerte sich seine Bewunderung für die Beatles und John Lennon zur Besessenheit. Als Chapman immer weiter abglitt, begann er, Lennon dafür verantwortlich zu machen. Chapman hat seine Sichtweise auf Lennon maßgeblich nach dessen Interview vom 4. März 1966 verändert, in dem Lennon sagte “We are more popular than Jesus now” (etwa: „Wir sind jetzt populärer als Jesus“). Seine extreme Bewunderung schlug in Hass auf den „Schwindler“ Lennon um. Nach einem Suizidversuch 1977 auf Hawaii heiratete Chapman 1979 eine japanisch-amerikanische Frau, weil sie ihn an Lennons Ehefrau Yoko Ono erinnerte.

### Ermordung John Lennons

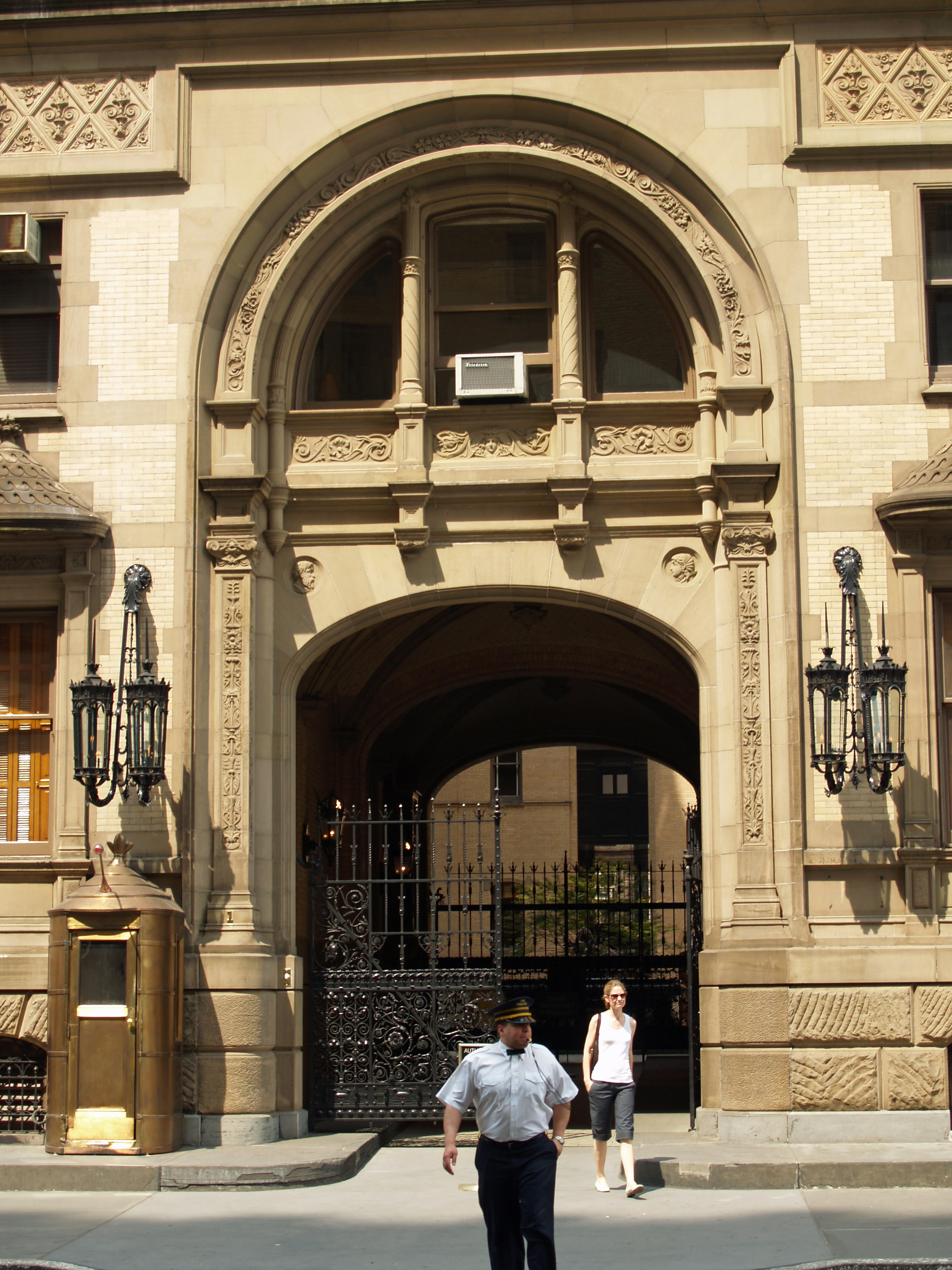
Eingang zum Dakota Building, vor dem Lennon erschossen wurde

Am 6. Dezember 1980 landete Chapman – ohne Rückflugticket von Hawaii kommend – in New York und bezog ein Zimmer im YMCA in der 63. Straße. Weil er sich dort von zwei Homosexuellen gestört fühlte, zog er am nächsten Tag ins Sheraton Centre Hotel um. Bei der späteren Durchsuchung des Hotelzimmers fand die Polizei Chapmans Habseligkeiten aufgebaut wie auf einem Altar vor. Unter anderem lag dort auch eine Bibel. Den Titel Gospel According to John (Johannesevangelium) hatte Chapman mit Kugelschreiber um das Wort „Lennon“ erweitert. Außerdem hatte Chapman seine letzte Anwesenheitsquittung bei seiner Arbeitsstelle in Waikīkī mit „John Lennon“ unterschrieben.
Am 8. Dezember verließ Chapman gegen 14 Uhr das Hotel, kaufte zuerst Lennons LP Double Fantasy und dann in einem Schreibwarenladen eine Ausgabe des Romans Der Fänger im Roggen von J. D. Salinger; sein voriges Exemplar hatte Chapman in Hawaii vergessen. Von Salingers Roman war Chapman seit seiner Kindheit begeistert. Im späteren Gerichtsprozess gab er an, in diesem Buch die „Aufforderung“ gelesen zu haben, eine Berühmtheit töten zu müssen, um selber berühmt zu werden (siehe →Herostratentum). Ein anderes Mal behauptete er, er habe vorgehabt, Salingers Roman weltberühmt zu machen.
Am selben Tag gaben Lennon und Ono in ihrem Appartement im Dakota Building dem Rundfunksender RKO-Radio ein Interview. Chapman hielt sich zu der Zeit bereits vor dem Gebäude auf. Etwa um 17 Uhr kamen Lennon und Yoko Ono aus dem Gebäude, um in ihre Limousine zu steigen. Chapman trat an Lennon heran und bat ihn, das zuvor gekaufte Album zu signieren, was dieser tat. Dieser Moment wurde vom Fotografen Paul Goresh festgehalten, es ist das letzte Foto Lennons. Er fragte Chapman, ob er sonst noch etwas für ihn tun könne, wodurch Chapman sehr überrascht war. Lennon und Ono stiegen in die Limousine und fuhren zum Record-Plant-Studio. Sie kehrten um 22:50 Uhr zum Dakota Building zurück, wo Chapman auf sie wartete.
Gegen seine Gewohnheit gab Lennon seinem Fahrer die Anweisung, nicht in den Innenhof des Gebäudes zu fahren, sondern ihn und Ono vor dem Haus aussteigen zu lassen. Ono stieg zuerst aus. Nachdem sie an Chapman, der am Torbogen des Dakota-Gebäudes stand, vorbeigegangen waren, rief dieser: “Mr. John Lennon?” und feuerte aus etwa sechs Metern Entfernung mit einem Revolver des Kalibers 38 auf den Musiker. Von den fünf abgefeuerten Hohlspitzgeschossen trafen zwei Lennons Lunge, eines sein linkes Schulterblatt und eines die Halsschlagader. Lennon taumelte im Dakota-Durchgang noch die vier Stufen zur Haus-Rezeption hinauf und rief: “I’m shot, I’m shot!” („Ich bin angeschossen! Ich bin angeschossen!“), bevor er zusammenbrach. Lennon war noch bei Bewusstsein, als er ins Roosevelt General Hospital gefahren wurde. Er erlag um 23:07 Uhr seinen schweren Verletzungen, nachdem er 80 Prozent seines Blutes verloren hatte.
Chapman ließ sich unmittelbar nach der Tat widerstandslos von der Polizei festnehmen und gestand die Tat am folgenden Tag. Am Abend wurde er auf die psychiatrische Station des Bellevue Hospitals gebracht.

### Verurteilung und Strafe
Chapman plädierte auf die Mordanklage „schuldig“, gegen den Rat seines Anwalts und obwohl sechs von neun psychiatrischen Gutachtern ihm eine Psychose attestierten. Er wurde schließlich 1981 zu mindestens 20 Jahren Gefängnis bis lebenslänglich verurteilt.
Lennons Witwe Yoko Ono fordert seit dem Jahr 2000 regelmäßig, Chapman niemals zu entlassen, weil sie sich selbst gefährdet fühle, der Täter kein normales Leben verdient habe und Gewalt wiederum Gewalt bedinge (“violence begets violence”). Auch in einer Dokumentation von Guido Knopp berichtete Fred Seaman, der von 1979 bis 1980 Lennons und nach dessen Tod bis 1982 Onos persönlicher Assistent war, sie erkläre ihm bis heute immer wieder, dass sie noch immer Angst vor Chapman habe.
Im Bundesstaat New York reicht gegebenenfalls bereits ein einziger Protest gegen ein Bewährungsgesuch für dessen Ablehnung aus. Im Jahr 2012 wurde ein Gesuch von der Bewährungskommission mit der folgenden deutlichen Begründung abgelehnt: „Trotz Ihrer positiven Bemühungen während der Haft würde Ihre Freilassung zu diesem Zeitpunkt die Achtung vor dem Gesetz stark untergraben und dazu führen, den tragischen Verlust von Menschenleben, den Sie als Folge der abscheulichen, unprovozierten, gewalttätigen, kalten und berechneten Tat verursacht haben, zu verharmlosen.“ (“Despite your positive efforts while incarcerated, your release at this time would greatly undermine respect for the law and tend to trivialize the tragic loss of life which you caused as a result of this heinous, unprovoked, violent, cold and calculated crime.”) Im August 2022 wurde Chapmans zwölftes Gesuch – so wie bereits seit dem Jahr 2000 in zweijährigen Abständen – vom parole board des Bundesstaats New York abgelehnt.

## Verfilmungen
Die Geschehnisse rund um den Mord an Lennon durch Chapman werden, basierend auf diversen Interviews und Recherchen, im Film Chapter 27 – Die Ermordung des John Lennon behandelt. Der Spielfilm aus dem Jahr 2007 zeigt die letzten Tage, die Chapman in New York verbrachte, bevor er Lennon erschoss. Chapman wird von Jared Leto gespielt, der für diesen Film rund 28 kg zunahm.
Das 2006 erschienene Biopic The Killing of John Lennon stellt die letzten drei Monate Chapmans vor der Ermordung Lennons detailliert dar und versucht, mit zahlreichen Rückblenden in Chapmans Vorleben und Kindheit, das Motiv seiner Tat biografisch zu erklären. Chapman wird dabei von Jonas Ball verkörpert, John Lennon von Richard Sherman.

## Belletristische Darstellung
- Jack Jones: Let Me Take You Down. Inside the Mind of Mark David Chapman, the Man Who Killed John Lennon, Villard Books, 1992, ISBN 978-0-8129-9170-3.
- Jack Jones: Ich bin der Fänger im Roggen. Der Mann, der John Lennon erschoss. Aus dem Amerikanischen von Christoph Hahn. Goldmann, München 1993, ISBN 3-442-42402-X.